# キウージ・デッラ・ヴェルナ
キウージ・デッラ・ヴェルナ (伊: Chiusi della Verna) は、イタリア共和国トスカーナ州アレッツォ県にある、人口約1,900人の基礎自治体（コムーネ）。

## 地理

### 位置・広がり

#### 隣接コムーネ
隣接するコムーネは以下の通り。括弧内のFIはフォルリ＝チェゼーナ県所属を示す。
- バーニョ・ディ・ロマーニャ (FC)
- ビッビエーナ
- カプレーゼ・ミケランジェロ
- カステル・フォコニャーノ
- キティニャーノ
- ピエーヴェ・サント・ステーファノ
- ポッピ
- スッビアーノ
- ヴェルゲレート (FC)

### 気候分類・地震分類
キウージ・デッラ・ヴェルナにおけるイタリアの気候分類 (it) および度日は、zona F, 3280 GGである。
また、イタリアの地震リスク階級 (it) では、zona 2 (sismicità media) に分類される。

## 行政

### 分離集落
キウージ・デッラ・ヴェルナには以下の分離集落（フラツィオーネ）がある。
- Biforco, Compito, Corezzo, Corsalone, Dama, Case Nuove, Frassineta, Gargiano, Giampereta, La Beccia, La Rocca, La Verna, Rimbocchi, Sarna, Val della Meta, Vallebona, Vezzano

## 対外関係

### 姉妹都市・提携都市
- セラヴァッレ（サンマリノ共和国）- 1954年
- アマトリーチェ（イタリア）- 2017年
- グレッチョ（イタリア）- 2017年